# オットー・シュリューター
オットー・シュリューター（Otto Schlüter、1872年11月12日 - 1959年10月12日）は、ドイツの地理学者である。景観論を導入し、アルフレート・ヘットナーとともに20世紀初頭の地理学的方法論を主導したことで知られている。

## 生涯
1872年11月12日、ヴィッテンで誕生する。父親のラインハルト（Reinhard）は弁護士で公証人、母親のベルタ（Berta）も法律家の家系の出身だった。1878年にエッセンに移り、1881年からギムナジウムに通う。4年生のころから地理に興味を持ち、すでに授業を通してオスカー・ペシェルやカール・リッターの見解を正しく理解していたという。
フライブルク大学でドイツ語学と文学史を専攻したのち、1891年よりハレ大学でアルフレート・キルヒホフに師事し、地理学を専攻する。この時期、ベンノ・エルトマンの講義を通してカントの影響を受ける。1896年に歴史と自然環境に重点を置いた論文である「ウンシュトゥルト河谷の集落研究―ザクセンブルガー・プフォルテから合流点まで」で学位を取得する。この論文における、異なる文化を有するゲルマン人とスラブ人が同じ自然景観に異なった文化景観をつくりあげるとする考察は、彼の景観論を考える上で注目できる。
1895年からベルリン大学に移り、フェルディナント・フォン・リヒトホーフェンの指導を受ける。1898年にはベルリン地理学協会の助手となる。1899年には、彼の景観論の主張が明確にふくまれた「集落地理学覚書」を発表し、1903年にはそれを実践する学位論文として「北東チューリンゲンの集落」を提出する。1906年に大学教師資格を取得し、ベルリン商業アカデミーの私講師となる。シュリューターは、リヒトホーフェンの発生論的分析、フリードリヒ・ラッツェルの『人類地理学』『政治地理学』の批判的検討を通して、人文地理学の定立のため思索を巡らせた。当時のドイツ地理学においてレゾンデートルとみなされていた、リッターの「土地自然と因果関係にある人間事象、あるいは住民に対する地表の影響のみを考察する」方法論、さらにはヘットナーの個別記述的方法論をいずれも否定し、物質的景観に残される人間の営為の痕跡のみを研究対象に規定した。
1910年に一時ボン大学の講師となるも、1911年にはアルフレート・フィリプソンの後任として、母校のハレ大学に教授として招かれる。1913年・1914年には彼の景観論の概念が「もっとも詳しく述べられた」という「自然および精神諸科学との関係における地理科学」、1919年には代表的な著作である「地理的科学における人文地理学の地位」を発表する。1915年から1940年まで『ザクセン＝チューリンゲン地理学連合研究報告』の、1935年から1959年まで『中部ドイツ郷土地図帳』の編集責任者を務める。シュリューターは1939年に退官して名誉教授となるも、1951年にエルンスト・ネーフとルドルフ・コイブラーが後任となるまで授業と指導を続け、あわせて59の学位を授与した。1952年にはライプツィヒ大学から名誉博士号を授与され、国立科学アカデミー・レオポルディーナの会長となる。また、同年、『早期歴史時代における中央ヨーロッパの集落空間』を上梓する。1959年10月12日、ハレで死去する。シュリューターが遺した個人文書（ナハラス）の一部は、ザクセン＝アンハルト大学州立図書館、アカデミー・レオポルディーナ、ライプニッツ地域科学研究所に保管されている。

### 私生活
1907年にマルガレト・ヘイヤ（Margaret Hayer）と結婚する。3人の息子を授かるも、1941年にはうち2人がロシアで戦死する。もうひとりの息子はハノーファー市の上級建築士として勤務した。1947年に妻と死別し、1948年以降は独居した。
政治的には右派保守主義であった。1912年に帝国植民地協会、1915年に全ドイツ連盟、第一次世界大戦後はドイツ民族防衛及び抵抗連合会に所属した。また、1918年にはドイツ国家人民党に入党した。1935年には国家社会主義公共福祉と国家社会主義卒業生協会に参加する。第二次世界大戦後は、ドイツキリスト教民主同盟の党員となった。

## 思想と影響
シュリューターは、それまで地表空間に存在するあらゆる人間事象を対象とする人文地理学の目標を一科学には背負いきれないものであると考えた。ゆえに、彼は地圏・水圏・気圏という明確な対象を有する自然地理学と並立させるべく、景観像を構成する物質的存在だけを人文地理学の対象と限定した。
ヘットナーはこの考えを、形態にとらわれ、本質を見失ったものであると厳しく批判し、英語圏においてヘットナーの思想を継承したリチャード・ハーツホーンも同様の観点からシュリューターを批判した。一方で、1920年代以降のドイツではシュリューターの思想に影響を受けて、多くの研究者が景観論を進展させた。ジーグフリード・パッサルゲはシュリューターの景観論を継承し、景観学（独: Landschaftskunde）を提唱した。また、エーヴァルト・バンゼは地理学に芸術性を見出そうと模索し、「眼と自然の相互浸透の産物」である景観をドイツ民族主義と結びつけようとした。ロベルト・グラートマンはパッサルゲやバンゼの思想を批判的に検討し、諸要素のゲシュタルト的調和としての美的景観について論じた。ヴィルヘルム・フォルツは、グラートマンの論考を受けながら、景観をつくりだすあらゆる要素が相互作用することによって生まれる有機的変化としての「景観のリズム」を提唱した。
フィンランドの地理学者であるヨハンネス・ガブリエル・グラノは知覚された環境の総体を地理学の研究対象としようとした。ダグラス・ポーティウス（Douglas Porteous）はこれをサウンドスケープ研究の先駆と位置付けている。アメリカにおいては、カール・サウアーが、シュリューターやパッサルゲが構築したドイツ景観学の方法論を受け入れつつ、1925年に「景観の形態学（英: The Morphology of Landscape）」を発表した。日本では、辻村太郎がパッサルゲやサウアーの思想に影響を受ける形で、日本の地理学に景観学を導入しようとした。もと地形学を専門としていた辻村は、自然科学的な類型論のもと景観を分類することを試みた。

## 著作
訳語は山野 (2001)に準拠した。

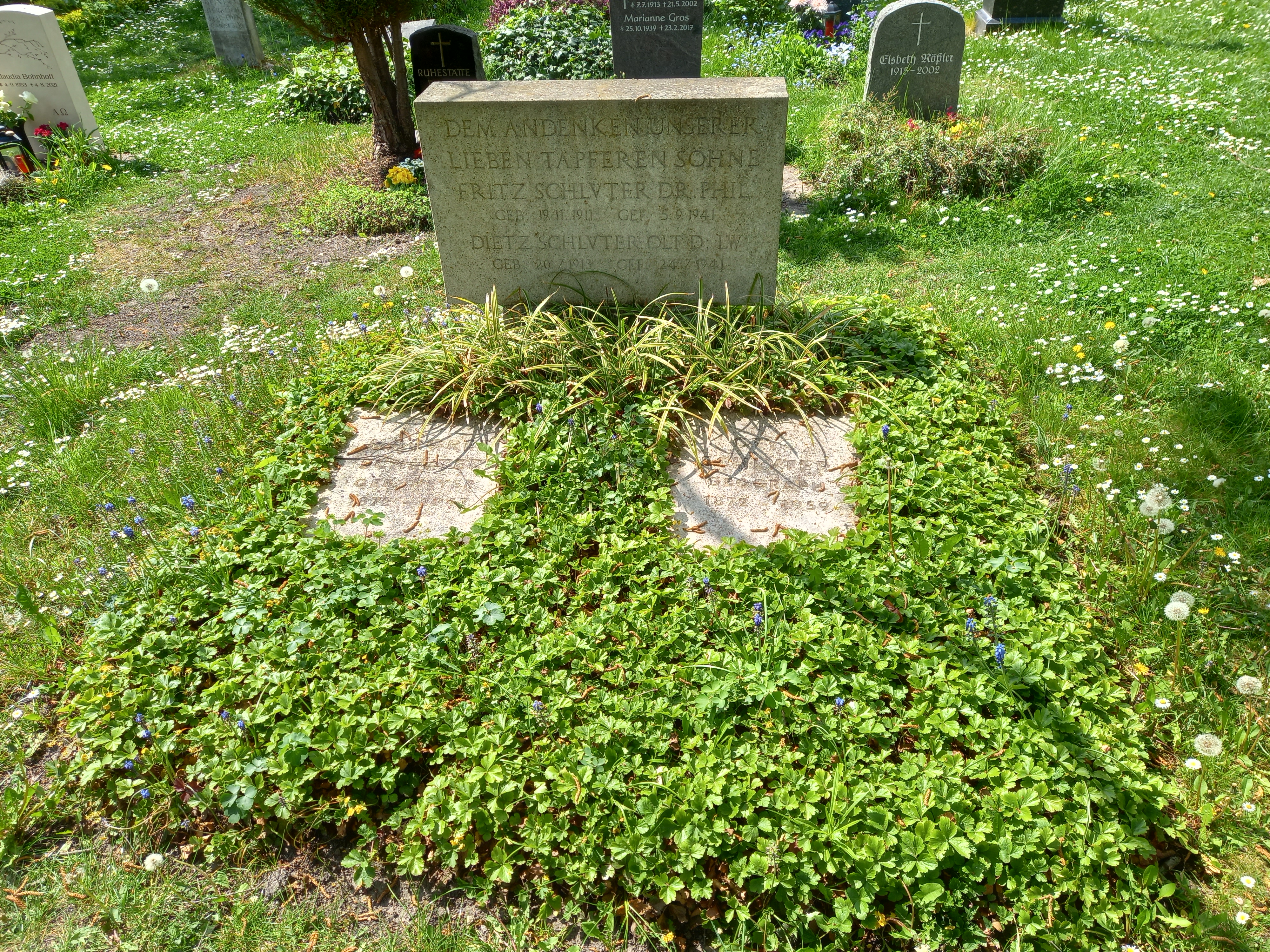
ハレ・聖ローレンティウス教会に位置する、シュリューターとその妻であるマルガレト・ヘイヤーの墓所。

- ウンシュトゥルト河谷の集落研究（Siedelungskunde des Thales der Unstrut von der Sachsenburger Pforte bis zur Mündung, 1896）
- ラッツェルの〈政治地理学〉の根本思想（Die Grundgedanken aus Friedrich Ratzel's "Politische Geographie", 1898）
- 集落地理学覚書（Bemerkungen zur Siedelungsgeographie, 1899）
- 北東チューリンゲンの集落（Die Siedelungen im nordöstlichen Thüringen, 1903）
- 人類地理学の指導的観点、とりわけラッツェルの説（Die leitenden Gesichtspunkte der Anthropogeographie, insbesondere der Lehre Friedrich Ratzels, 1906）
- 人文地理学の目標（Die Ziele der Geographie des Menschen, 1906）
- 人文地理学における自然と人間の関係について（Über das Verhältnis von Natur und Mensch in der Anthropogeographie, 1907）
- 一般集落交通地理学講義（Ferdinand von Richthofen's Vorlesungen über Allgemein, Siedlungs-und Verkehrs geographie, 1908）
- 自然および精神的諸科学との関係における人文地理学（Die Erdkunde in ihrem Verhältnis zu den Natur-und Geisteswissenschaften, 1920）
- 地理的科学における人文地理学の地位（Die Stellung der Geographie des Menschen in der erdkundlichen Wissenschaft, 1919）
- 文化景観の分析的地理学―橋の事例を用いて（Die analytische Geographie der Kulturlandschaft, erläutert am Beispiel der Brücken, 1928）
- 早期歴史時代における中央ヨーロッパの集落空間（Die Siedlungsräume Mitteleuropas in frühgeschichtlicher Zeit, 1952）

### 邦訳
- 国松久弥『人文地理学と文化景観』共立社、1930年。doi:10.11501/1174718。 - 『人文地理学の目標』と『人文地理学における自然と人間の関係について』の訳に、訳者の文章が付け加えられている[5]。
- 綿貫勇彦『地理学方法論』地人書館、1935年。doi:10.11501/1877484。 - 『人文地理学の目標』と『人文地理学における自然と人間の関係について』の全訳を含む[5]。
- 手塚章「シュリューター『人文地理学の目標』」『地理学の古典』古今書院、1991年、199-257頁。